# Ernst Gehrcke
Ernst Gehrcke (Berlim, 1 de julho de 1878 — Hohen-Neuendorf, 25 de janeiro de 1960) foi um físico alemão.

## Obras
- Handbuch der physikalischen Optik. Leipzig : Barth, 1927-1928
- Kritik der Relativitätstheorie : Gesammelte Schriften über absolute und relative Bewegung. Berlim : Meusser, 1924
- Die Massensuggestion der Relativitätstheorie : Kulturhistorisch-psychologische Dokumente. Berlim : Meuser, 1924
- Glimmentladung - Die positive Säule. Handbuch der Radiologie, v. 3. Leipzig : Akademische Verlagsgesellschaft, 1916
- Die Strahlen der positiven Elektrizität. Leipzig : Hirzel, 1909
- Die Anwendung der Interferenzen in der Spektroskopie und Metrologie. Braunschweig : Vieweg,1906